# Jackass: Nummer Zwei
Jackass: Nummer Zwei ist eine Filmkomödie aus dem Jahr 2006. Der Film ist die Fortsetzung von Jackass: The Movie aus dem Jahr 2002 und basiert auf der MTV-Serie Jackass. Wie die Serie und der bisherige Film besteht Jackass: Nummer Zwei aus dem Zusammenschnitt von Stunts, Streichen und Sketchen, die im Wesentlichen keine zusammenhängende Handlung haben. Alle neun Hauptdarsteller des ersten Teils sind wieder im Film zu sehen und jeder spielt sich selbst. Jeff Tremaine übernahm wie auch im ersten Teil die Regie und war ebenso Produzent.
Der Film wurde von Dickhouse Productions produziert und von Paramount Pictures veröffentlicht. Premierendatum war der 22. September 2006. Ende Dezember des gleichen Jahres erschien eine DVD sowie Jackass 2.5, einem vorab im Internet veröffentlichten DVD-Feature. Jackass 2.5 enthält gelöschte und nicht verwendete Szenen aus dem Film.

## Handlung
Jackass Nummer Zwei hat im Wesentlichen keine Handlung und ist eher eine Zusammenstellung diverser Stunts, Streiche und Skits. Der Film beginnt mit der Vorstellung der „Darsteller“, die von einer Herde Rinder verfolgt werden. Einer nach dem anderen wird dabei niedergetrampelt, bis nur noch Bam Margera und Johnny Knoxville übrig sind. Bam springt durch ein Fenster und Johnny bleibt kurz stehen, um seinen Eröffnungssatz „Hi, ich bin Johnny Knoxville und Willkommen bei Jackass!“ (im Original: „Hi, I’m Johnny Knoxville, welcome to Jackass!“) zu sagen und wird danach von Bullen durch ein Fenster gestoßen.
Der Film endet mit einer Busby-Berkeley-ähnlichen Musicalnummer, nach dem Song „The Best of Times“ aus dem Musical La Cage aux Folles. Dabei singen und tanzen die Darsteller, während sie Stunts vollführen. Am Ende des Films ist, wie im ersten Film, Rip Taylor am Ende der Szene zu sehen.

## Besetzung
Der Film enthält Cameo-Auftritte von  Brandon Novak, Brandon DiCamillo, Mark Zupan, Roger Alan Wade, Dimitry Elyashkevich, Loomis Fall, Lance Bangs, Rick Kosick, Spike Jonze und die Regisseure John Waters, Jay Chandrasekhar.
Auch BMX-Legende Mat Hoffman sowie Tony Hawk machten Stunts für den Film. Die Rapgruppe Three 6 Mafia hatte ebenso einen Auftritt, wie HIM-Sänger Ville Valo, Schauspieler James DeBello, mit Kat Von D, und NFL-Star Jason Taylor. Mike Judge, Luke Wilson und Willie Garson werden im Abspann genannt und sind in herausgeschnittenen Szenen zu sehen.
Es wurden auch Szenen mit Don Vito aufgenommen, der auch zahlreiche Auftritte in Jackass und Viva La Bam hatte und diese auch teilweise in Previews gezeigt. Allerdings wurden aufgrund einer Anklage wegen Belästigung Minderjähriger und der darauffolgenden Verurteilung alle Szenen mit ihm herausgeschnitten.

## Produktion
Die Dreharbeiten begannen am 30. Januar 2006 und wurden am 23. Juni 2006 beendet. Die Jackass-Darsteller veröffentlichten diesmal nicht die Enthüllung der Drehorte, sodass sie von Fans ungestört drehen konnten. Jedoch gab es Aufnahmen in Indien, Australien sowie Moskau. Ein paar Einblicke wurden vor der Veröffentlichung trotzdem via radio von Bam Margera und Steve-O gewährt.
Der Stunt "Wie man ein Pferd melkt" wurde ursprünglich für Wildboyz gedreht wurde jedoch zur späteren Verwertung nicht veröffentlicht. Die Idee, den Samen eines Pferdes zu trinken, war eigentlich nicht geplant, jedoch "im Hinterkopf aller".

## Probevorführungen und Veröffentlichung
Der Film hatte vier verschiedene Previews für Fans von Jackass sowie MySpace-Nutzer. Die Previews fanden einige Tage vor der Veröffentlichung statt, möglicherweise auch schon im August 2006. Einige Previews hatten Überraschungsauftritte der Darsteller und der Crew. Am 15. Juni 2006 veröffentlichte Yahoo den ersten offiziellen Teaser zum Film.

## Synchronsprecher
| Johnny Knoxville        | Daniel Fehlow      |
| Bam Margera             | Marcel Collé       |
| Phil Margera            | Roland Hemmo       |
| April Margera           | Ulrike Möckel      |
| Chris Pontius           | Simon Jäger        |
| Steve-O                 | Julien Haggége     |
| Ryan Dunn               | Jan-David Rönfeldt |
| Dave England            | Gerrit Schmidt-Foß |
| Jason „Wee Man“ Acuña   | Björn Schalla      |
| Preston Lacy            | Dennis Schmidt-Foß |
| „Danger“ Ehren McGhehey | Kim Hasper         |
| Brandon DiCamillo       | Jaron Löwenberg    |
| Raab Himself            | Stephan Ernst      |

## Kommerzieller Erfolg
Jackass Nummer zwei hatte am Starttag eine Verbreitung von 3.900 Leinwänden in 3.059 Filmstätten. Der Film war mit 29 Millionen US-Dollar der erfolgreichste Film des Wochenendes und führt die Liste des Box Office an. Er spielte außerdem etwa 5–6 Millionen US-Dollar mehr ein, als von Paramount erwartet. Bereits am ersten Tag spielte der Film mit 11,8 Millionen US-Dollar sein Budget von 11,5 Millionen US-Dollar wieder ein. In seiner zweiten Woche spielte der Film weitere 14,6 Millionen US-Dollar ein. Weltweit spielte der Film bis 2. August 2009 84,6 Millionen  US-Dollar ein.

## Soundtrack

### Hintergrund
Der Soundtrack wurde am 26. September 2006 von Bulletproof Records veröffentlicht und enthält Titel, die im Film verwendet wurden sowie verschiedene Audioausschnitte aus dem Film. Three Six Mafia hat zusammen mit dem Saliva Frontmann Josey Scott den Song Gettin Fucked Up exklusiv für den Soundtrack geschrieben. Auch die Frontfrau der Yeah Yeah Yeahs, Karen O, hat zusammen mit den Peaches einen exklusiven Song, Backass, geschrieben und eingesungen. Auch enthält der Soundtrack die Debütsingle von Chris Pontius für Karazy, I'm Ashamed of Myself.
Die Rockgruppe Smut Peddlers hat außerdem "If You're Gonna Be Dumb" von Roger Alan Wade gecovert. Sonderbarerweise ist der Titelsong des Films von Wolfmother, Joker & the Thief, nicht auf dem Soundtrack enthalten.

### Tracklist
| Song                                   | Band                               |
| -------------------------------------- | ---------------------------------- |
| I'm Going to the Moon                  | Johnny Knoxville                   |
| If You're Gonna Be Dumb                | Smut Peddlers                      |
| Gettin' Fucked Up                      | Three Six Mafia feat. Josey Scott* |
| Backass                                | Karen O feat. Peaches              |
| I'm Ashamed of Myself                  | Chris Pontius                      |
| MF (Motherfucker) from Hell            | The Datsuns                        |
| I'm Going to Die                       | Ehren McGhehey                     |
| All My Friends Are Dead                | Turbonegro                         |
| Urban Struggle                         | The Vandals                        |
| Your Teeth Look Like                   | Brandon DiCamillo                  |
| Fly                                    | Cakecutter                         |
| Rectal Bleeding                        | Johnny Knoxville                   |
| Fuck the Pain Away                     | Peaches*                           |
| Are You Crying?                        | Johnny Knoxville & Bam Margera     |
| A Little Less Conversation             | Elvis Presley                      |
| Cut Your Hair                          | Pavement                           |
| Karazy                                 | Chris Pontius                      |
| I Need a Doctor                        | Steve-O                            |
| Spill the Blood                        | Slayer                             |
| My Ass Hurts So Bad                    | Dave England                       |
| Johnny, Are You Queer?                 | Josie Cotton                       |
| Sometimes I Don't Know If I'll Make It | Roger Alan Wade                    |
| The Best of Times                      | The Cast of Jackass                |

(*) Nicht auf der geschnittenen Soundtrackfassung zu finden.

## DVD-Veröffentlichung
Am 17. Mai 2007 erschien die DVD des Films in Deutschland in einer ungeschnittene Fassung, die erweiterte Szenen enthält, die für die Kinofassung zusammengeschnitten wurden. Außerdem ist ein Audiokommentar der Darsteller (mit Ausnahme von Bam Margera) enthalten.
Als Extras hat die DVD 16 zusätzliche Szenen sowie mehr als 20 erweiterte Szenen und das Making-of.

## Jackass 2.5
Jackass 2.5 enthält bisher unveröffentlichtes Filmmaterial. Die DVD erschien in Deutschland am 18. April 2008. Die Extras der DVD enthalten das Making-of des Films sowie von Jackass: The Game, nicht verwendeten Szenen und eine Fotogalerie.